# カバリエリエース
カバリエリエースは、日本の競走馬。おもな勝ち鞍は、クイーンカップと4歳牝馬特別（オークストライアル）。
なお、当項目では馬齢を当時の表記方法（数え年）で記述する。

## 経歴
母・カバリダナーと同じく4歳シーズン開幕早々の1981年1月24日にデビュー。結果は、3番人気であったが鮮やかに差し切り勝ち。母と同じく、デビュー戦を飾った。この勝利の勢いに乗ってか、果敢にも2戦目に重賞・クイーンカップに挑戦となった。同レースには、前年の3歳牝馬チャンピオン・テンモンが大本命として参戦した結果、僅か6頭と言う寂しいメンバー構成となった。このレースで、カバリエリエースは最低人気を跳ね返し優勝。良馬場でテンモンを破った初の馬となった。
その後、次走を重馬場に足を掬われたか1番人気を裏切る3着敗退に終わったものの、母が2着惜敗に終わった4歳牝馬特別を1番人気で快勝。『打倒テンモンの本命』として、オークスには母と同じ2番人気で挑戦となった。
だが、カバリエリエースのオークス（24頭）は、スタート直後の信じられないヨレが致命傷となり、後ろには21番人気のカイエンオーカンだけと言う惨敗を喫してしまう。
このレース惨敗以降、ツキを無くしたカバリエリエースは良い所なく負け続け、同年11月29日のダービー卿チャレンジトロフィーではとうとうレース中に故障を発症し予後不良となった。
なお、1歳下に弟・タカラテンリュウ（毎日王冠、東京新聞杯、ダイヤモンドステークス）がいるが、当馬も1番人気に支持された1983年の秋の天皇賞惨敗以降不振に陥り、1986年2月16日の目黒記念でレース中に故障を発症し予後不良と言う、カバリエリエースと同様の運命を辿っている。

## 血統表
| カバリエリエースの血統（ファリス系 / Blandford 4x5=9.38%） | カバリエリエースの血統（ファリス系 / Blandford 4x5=9.38%）     | カバリエリエースの血統（ファリス系 / Blandford 4x5=9.38%） | （血統表の出典）    | （血統表の出典） |
| 父 *ハーディカヌート Hardicanute 1962 黒鹿毛 イギリス      | 父の父*ハードリドン Hard Ridden 1955 鹿毛 イギリス             | Hard Sauce                                                 | Ardan               | Ardan            |
| 父 *ハーディカヌート Hardicanute 1962 黒鹿毛 イギリス      | 父の父*ハードリドン Hard Ridden 1955 鹿毛 イギリス             | Hard Sauce                                                 | Saucy Bella         |                  |
| 父 *ハーディカヌート Hardicanute 1962 黒鹿毛 イギリス      | 父の父*ハードリドン Hard Ridden 1955 鹿毛 イギリス             | Toute Belle                                                | Admiral Drake       | Admiral Drake    |
| 父 *ハーディカヌート Hardicanute 1962 黒鹿毛 イギリス      | 父の父*ハードリドン Hard Ridden 1955 鹿毛 イギリス             | Toute Belle                                                | Chatelaine          |                  |
| 父 *ハーディカヌート Hardicanute 1962 黒鹿毛 イギリス      | 父の母Harvest Maid 1949 鹿毛 イギリス                          | Umidwar                                                    | Blandford           | Blandford        |
| 父 *ハーディカヌート Hardicanute 1962 黒鹿毛 イギリス      | 父の母Harvest Maid 1949 鹿毛 イギリス                          | Umidwar                                                    | Uganda              |                  |
| 父 *ハーディカヌート Hardicanute 1962 黒鹿毛 イギリス      | 父の母Harvest Maid 1949 鹿毛 イギリス                          | Hay Fell                                                   | Felstead            | Felstead         |
| 父 *ハーディカヌート Hardicanute 1962 黒鹿毛 イギリス      | 父の母Harvest Maid 1949 鹿毛 イギリス                          | Hay Fell                                                   | Hay Fever           |                  |
| 母 カバリダナー 1972 栗毛 日本                             | 母の父*パーシア Parthia 1956 鹿毛 イギリス                     | Persian Gulf                                               | Bahram              | Bahram           |
| 母 カバリダナー 1972 栗毛 日本                             | 母の父*パーシア Parthia 1956 鹿毛 イギリス                     | Persian Gulf                                               | Double Life         |                  |
| 母 カバリダナー 1972 栗毛 日本                             | 母の父*パーシア Parthia 1956 鹿毛 イギリス                     | Lightning                                                  | Hyperion            | Hyperion         |
| 母 カバリダナー 1972 栗毛 日本                             | 母の父*パーシア Parthia 1956 鹿毛 イギリス                     | Lightning                                                  | Chenille            |                  |
| 母 カバリダナー 1972 栗毛 日本                             | 母の母*トライスティングロード Trysting Road 1963 栗毛 アメリカ | Hasty Road                                                 | Roman               | Roman            |
| 母 カバリダナー 1972 栗毛 日本                             | 母の母*トライスティングロード Trysting Road 1963 栗毛 アメリカ | Hasty Road                                                 | Traffic Court       |                  |
| 母 カバリダナー 1972 栗毛 日本                             | 母の母*トライスティングロード Trysting Road 1963 栗毛 アメリカ | Countess Rullah                                            | Count Fleet         | Count Fleet      |
| 母 カバリダナー 1972 栗毛 日本                             | 母の母*トライスティングロード Trysting Road 1963 栗毛 アメリカ | Countess Rullah                                            | Nasrulline F-No.4-k |                  |

※母・カバリダナーは京都牝馬特別優勝馬。